# Ekumena
V Antični Grčiji je izraz ekumena (starogrško οἰκουμένη, latinizirano: naseljen svet) označeval znan, naseljen ali bivalni svet. V grški antiki se je nanašal na dele sveta, ki so jih poznali helenski geografi in so bili razdeljeni na tri celine: Afriko, Evropo in Azijo. Pod Rimskim cesarstvom se je začel nanašati na samo civilizacijo, pa tudi na posvetno in versko cesarsko upravo.
V današnji rabi se najpogosteje uporablja v kontekstu »ekumenskega« in opisuje krščansko Cerkev kot enotno celoto oziroma enotno sodobno svetovno civilizacijo. Uporablja se tudi v kartografiji za opis vrste zemljevida sveta (mappa mundi), ki so ga uporabljali v pozni antiki in srednjem veku.

## Etimologija
Zgoraj navedeni grški izraz je sedanjik srednjega deležnika ženskega rodu glagola οἰκέω (oikéō, '(jaz) prebivam') in je odrezana oblika οἰκουμένη γῆ (oikouménē gē, 'naseljen svet').

## Grčija
Starogrški in rimski geografi so poznali približno velikost zemeljske oble, niso pa poznali mnogih delov sveta. Eratosten iz Kirene (276–196 pr. n. št.) je izpeljal obseg Zemlje z izjemno natančnostjo, znotraj 10 % pravilne vrednosti. Grški kartograf Kratet iz Male je okoli leta 150 pr. n. št. ustvaril globus.
Klavdij Ptolemaj (83–161) je v svoji Geografiji izračunal zemeljsko površje in opisal naseljeni del, ki obsega 180 stopinj zemljepisne dolžine, od Srečnih otokov na zahodu do Serice (severna Kitajska) na vzhodu in približno 80 stopinj zemljepisne širine, od Thule na severu do anti-Meroëja pod ekvatorjem. V najširšem možnem obsegu se je starodavna ekumena tako raztezala od severne Evrope do ekvatorialne Afrike in od Atlantskega oceana do zahodne Kitajske.
V srednjem veku se je ta slika sveta razširila na Skandinavijo, severni Atlantik, vzhodno Azijo in na koncu subekvatorialno Afriko. Ptolemaj in drugi starodavni geografi so se dobro zavedali, da imajo omejen pogled na ekumeno in da je njihovo znanje segalo le na četrtino sveta.
Ti geografi so priznavali obstoj terrae incognitae, 'neznanih dežel' v Afriki, Evropi in Aziji. Prepričanje v globalno simetrijo je mnoge grško-rimske geografe vodilo k domnevi drugih celin drugje po svetu, ki so obstajale v ravnovesju z ekumeno: Perioeci (dobesedno 'poleg ekumene'), Antoeci ('nasproti ekumene') in Antipodi ('podnožci').

## Rim
Kameja Gemma Augustea vključuje rimsko umetniško personifikacijo Oikoumena, ko krona cesarja, verjetno Avgusta, morda zato, ker je prinesel mir (rimskemu) svetu.
Beseda je bila v krščanstvu sprejeta po skupščini škofovske sinode Konstantina Velikega z vsega sveta na prvem nicejskem koncilu leta 325.
Do takrat se je grški izraz bolj natančno nanašal na civiliziran svet in nato preprosto na Rimsko cesarstvo. Ta uporaba se je nadaljevala po Dioklecijanovi reformi in bizantinski cesarji so jo uporabljali za označevanje svoje cesarske uprave. Konstantinopel je bil »ekumensko mesto« in po letu 586 je bil carigrajski patriarh znan kot »ekumenski patriarh Konstantinopla«.
Papež Gregor I. je nasprotoval sprejetju tega sloga s strani Janeza IV. Konstantinopelskega, saj je impliciral univerzalno jurisdikcijo, za katero je verjel, da je nezakonita za vsakogar. Njegovo peto pismo graja Janeza, ker se je "poskušal polastiti novega imena, zaradi česar bi se srca vseh tvojih bratov lahko razžalila", kljub temu, da je bil naslov podeljen na ukaz cesarja Mavricija.
Ime še naprej nosijo grški pravoslavni patriarhi, čeprav z bolj omejenim smislom, da so škofje nekdanje cesarske prestolnice.

## Sodobnost

### Religija
Zlasti v 20. stoletju se je izraz uporabljal za označevanje enotne krščanske cerkve, kar je končni cilj ekumenizma, gibanja za spodbujanje sodelovanja med različnimi krščanskimi veroizpovedmi. Gibanja ne sprejemajo številne krščanske skupine. Delo ekumenizma poteka v obliki pogajanj med odbori različnih veroizpovedi in tudi prek posvetovanj medkonfesionalnih organizacij, kot je Svetovni svet cerkva, ki so se registrirale kot njihova spletna domena oikoumene.org. Ustrezna vprašanja vključujejo krst, evharistijo in službo.

### Kultura
V kontekstu kulturne zgodovine je Lewis Mumford v svojem delu Tehnika in civilizacija (1934) uporabil izraz »ekumena« v akademskem smislu. William H. McNeill ga je pozneje populariziral v svojem Vzponu Zahoda (1963), pri čemer je predlagal, da se je enotna globalna ekumena pojavila s prevlado evropskih političnih institucij, znanosti, tehnologije in gospodarskih oblik od poznega 18. stoletja naprej. Lahko bi trdili, da sta pred velikimi raziskovalnimi potovanji, ki so jih izvedli Krištof Kolumb, Vasco da Gama in Ferdinand Magellan, prvotno obstajali dve ločeni ekumeni – ena je pokrivala Stari svet, druga pa Novi Svet. Španski konkvistadorji so ti dve ekumeni združili v en sam integriran »svetovni sistem«.
Peter Sloterdijk uporablja izraza »prva ekumena« in »druga ekumena« v svoji knjigi V svetovni notranjosti kapitala (2014, izvirnik v nemščini: Im Weltinnenraum des Kapitals, 2005). Sloterdijk vzame te izraze neposredno iz dela Erica Voegelina, natančneje iz Order and History vol. 4, Ekumenska doba (1974),, ki ga citira.
Pisateljica znanstvene fantastike Ursula Le Guin je v svojem ciklu Hainish iz tega izraza izpeljala izraz Ekumen.
Izraz ekumena se lahko razlikuje glede na zorni kot, s katerega se dojema: na primer, stari Babilonci in stari Grki bi poznali vsak drugo območje sveta (čeprav bi se njuni svetovi morda prekrivali).

### Kartografija
Izraz se uporablja v kartografiji in zgodovinski kartografiji za opis vrste zemljevidov, in sicer simboličnih, shematskih zemljevidov sveta, narejenih v pozni antiki in srednjem veku.